# 오영훈
오영훈(吳怜勳, 1968년 12월 14일~)은 대한민국의 정치인이다. 제20·21대 국회의원을 역임했고, 제5대 제주특별자치도지사이다.

## 생애
제주 서귀포시 남원읍에서 태어났다. 제주 4·3 당시 증조부와 할아버지가 사망하여 출생시 가족으로는 아버지와 어머니, 할머니가 있었다.
제주대학교 경영학과에 입학하였고, 1987년 6월 민주항쟁을 비롯해 각종 집회에 참가하였다. 제주대학교 총학생회장과 도내 대학 연대기구인 제주지역총학생협의회 의장을 맡아 국회 내 4·3 특별위원회 구성 촉구와 우루과이라운드(UR) 협상 성토 등 지역 관련 집회를 개최하였다.
1989년 경에는 학내외 시위와 관련하여 경찰에 수배되었다.
민주당 강창일 국회의원 비서관을 거쳐 제주도의회 의원에 당선되었고, 재선 의원까지 지냈다.
제20대 국회의원 선거 더불어민주당 경선에서 승리해 공천되었고, 제주시 을 국회의원에 당선되었다. 제21대 국회의원 선거에서 재선되었다. 국회의원 재직 중에는 제주4·3특별법 개정안을 발의해 국회 통과에 역할하였다.
2022년 민선8기 제주특별자치도지사 선거에 출마해 당선되었다.

## 범죄전력
- 특수공무집행방해치상, 집회및시위에관한법률위반: 징역 1년 6월 집행유예 2년 - 1989년 9월 8일 선고, 1993년 3월 6일 특별복권[3]

### 비영리법인 이용 사전선거운동 및 자금 수수
비영리법인 □□은 서귀포시에서 귤피(귤껍질)의 체계적 생산 등으로 농촌공동체의 활력을 증진시키고, 감귤농가와 가공업계의 사업을 연계시킬 수 있도록 국비 등 74억원상당을 지급받는 한시적 사단법인이다.
오영훈은 제주특별자치도지사 선거 후보자로 나서며 B○○ 보좌관, C○○ 기자, D○○ 사단법인 □□ 대표, E○○ △△경영컨설팅업체 대표 등과 공모하여 사단법인 □□ 대표의 직무상ㆍ거래상 지위를 이용하여, 선거운동기간 전인 2022년 5월 16일 자신의 후보 선거 사무소에서, 기업관계자ㆍ기자 등을 동원하여 ‘상장기업 20개 만들기’ 공약 홍보를 위한 협약식을 개최하고 이를 언론에 보도되게 하는 방법으로 선거운동하였다(공직선거법위반).
D○○는 2022년 6월 사단법인 □□ 자금으로 위 협약식 개최 비용 550만원을 E○○에게 지급하여 오영훈을 위한 정치자금을 제공하고, E○○는 선거운동대가로 위 금원을 수수하고, 오영훈은 그 정치자금을 수수하였다(공직선거법위반, 정치자금법위반).
2022년 4월 경에는 오영훈은 B○○ 보좌관, C○○ 기자와 공모하여 당내경선에 대비하여, 선거캠프 내 ‘지지선언 관리팀’을 기획ㆍ운영하면서 당내경선 직전인 2022년 4월 18일부터 4월 22일까지, ① 제주 ○○○○교직원 3,205명, ② 시민단체 ○○○○, ③ 121개 직능단체 회원ㆍ가족 20,210명, ④ 2030제주청년 3,661명, ⑤ ○○대 교수 등의 지지선언을 선거캠프 공약과 연계시키고 동일한 지지 선언문 양식을 활용하여 보도자료로 작성ㆍ배포하였다. 이와 같이 오영훈은 각종 단체의 지지선언을 유도하여 기자회견 후 보도자료를 배포하는 법률에 정하여진 당내경선운동 방법을 벗어난 행위를 하여 정상적인 여론 형성을 왜곡하였다.(공직선거법위반).
2022년 5월 30일 제주특별자치도선거관리위원회는 오영훈을 검찰에 고발하였고, 2022년 11월 23일 제주지방검찰청은 오영훈을 공직선거법위반, 정치자금법위반 죄로 불구속 기소하였다.

## 학력
- 1984년 남원중학교 졸업
- 1987년 서귀포고등학교 졸업
- 1994년 제주대학교 경상대학 경영학 학사
- 2003년 제주대학교 경영대학원 경영학 석사

## 경력
- 1993: 제주대학교 총학생회장
- 1993: 제주지역총학생회협의회 상임의장
- 1994: 통일시대민주주의국민회의 제주지부 정책국장
- 1995.09: 새정치국민회의 창당발기인
- 1997: 4.3 도민연대 사무국장
- 1998: 제주 4.3사건 50주년 기념 학술문화사업추진위원회 자원봉사단장
- 국민정치연구회 이사 겸 부설 국민정치연구소 경제전문위원
- 2002: 한반도 평화와 경제발전 전략 연구재단 이사
- 2002: 새천년민주당 제주도 지부 제주시 지구당 부위원장
- 2003: 열린우리당 제주도 지부 제주시 지구당 정책실장
- 2004: 열린우리당 제주특별자치도 추진 특별위원회 실무간사
- 2004~2006: 강창일 국회의원 보좌관
- 2006년 5월 31일: 제4회 전국동시지방선거 당선(민선 4기, 제주특별자치도 제2선거구, 열린우리당, 초선)
- 2006.07~2010.06: 제8대 제주특별자치도의회 의원(민선 4기, 제주특별자치도 제2선거구, 열린우리당→대통합민주신당→통합민주당→민주당, 초선)
- 제주장애인인권포럼 고문
- 친환경우리농산물 학교급식 제주연대 자문위원
- 2008.07~2010.06: 제8대 제주특별자치도의회 민주당 원내대표
- 2010년 6월 2일: 제5회 전국동시지방선거 당선(민선 5기, 제주특별자치도 제2선거구, 민주당, 재선)
- 2010.07~2011.12: 제9대 제주특별자치도의회 의원(민선 5기, 제주특별자치도 제2선거구, 민주당→민주통합당, 재선)
- 2010.07~2011.12: 제9대 제주특별자치도의회 전반기 의회운영위원회 위원장
- 제주4.3평화재단 이사
- 2012: 대한민국 제19대 국회의원 선거 제주 제주시 을 민주통합당 국회의원 예비후보
- 2014: 새정치연합 창당준비위원회 창당발기인
- 2016년 4월 13일: 대한민국 제20대 국회의원 선거 당선(제주 제주시 을, 더불어민주당, 초선)
- 2016.05~2022.04: 더불어민주당 제주특별자치도당 제주시 을 지역위원회 위원장
- 2016.05~2017.05: 더불어민주당 원내부대표
- 2016.12: 더불어민주당 국민통합위원회 상임부위원장
- 2017.01: 더불어민주당 불자회 회장
- 2017.03~2017.05: 더불어민주당 원내대변인
- 2017.04~2017.05: 제19대 대통령 선거 더불어민주당 문재인 후보 국민주권선거대책위원회 공보단 대변인
- 2017.06~2018.05: 더불어민주당 정책위원회 부의장
- 2018.08~2020.07: 더불어민주당 제주특별자치도당 위원장
- 2019.05~2020.05: 더불어민주당 정책위원회 상임부의장
- 2020년 4월 15일: 대한민국 제21대 국회의원 선거 당선(제주 제주시 을, 더불어민주당, 재선)
- 2020.08~2021.05: 더불어민주당 당대표 비서실장
- 2021.12: 제20대 대통령 선거 더불어민주당 이재명 후보 중앙선거대책위원회 수석대변인 겸 비서실장
- 2022.05: 더불어민주당 제8회 전국동시지방선거 통합선거대책위원회 공동선거대책위원장
- 2022년 6월 1일: 제8회 전국동시지방선거 당선(민선 8기, 제주특별자치도지사, 더불어민주당, 초선)
- 2022.07~: 제5대 제주특별자치도지사(민선 8기, 더불어민주당, 초선)
- 2023.11~: 대한민국특별자치시도협의회 초대 대표회장

### 의정 활동
- 2016.05~2020.05: 제20대 국회의원(제주 제주시 을, 더불어민주당, 초선)
  - 2016.06~2018.05: 제20대 국회 전반기 교육문화체육관광위원회 위원
  - 2017.03~2017.05: 제20대 국회 전반기 운영위원회 위원
  - 2018.07~2020.05: 제20대 국회 후반기 농림축산식품해양수산위원회 위원
  - 2018.07~2019.05: 제20대 국회 후반기 예산결산특별위원회 위원
  - 2019.07~2019.08: 제20대 국회 후반기 예산결산특별위원회 위원
- 2020.05~2022.04: 제21대 국회의원(제주 제주시 을, 더불어민주당, 재선)
  - 2020.06~2022.04: 제21대 국회 전반기 행정안전위원회 위원
  - 2020.07~2022.04: 국회 문화유산회복포럼 구성의원
  - 2021.11~2022.04: 제21대 국회 중앙선거관리위원회 위원(문상부) 선출에 관한 인사청문특별위원회 위원

## 역대 선거 결과
|  | 29.86% |

|  | 36.66% |

|  | 59.43% |

|  | 45.19% |

|  | 55.35% |

|  | 55.14% |

## 소속 정당
| 소속 정당 | 소속 정당      | 소속 기간 | 비고           |
| --------- | -------------- | --------- | -------------- |
|           | 새정치국민회의 | 1995~2000 | 창당 정계 입문 |
|           | 새천년민주당   | 2000~2003 | 합당           |
|           | 무소속         | 2003      | 탈당           |
|           | 열린우리당     | 2003~2007 | 창당           |
|           | 대통합민주신당 | 2007~2008 | 합당           |
|           | 통합민주당     | 2008      | 합당           |
|           | 민주당         | 2008~2011 | 당명 변경      |
|           | 민주통합당     | 2011~2013 | 합당           |
|           | 민주당         | 2013~2014 | 당명 변경      |
|           | 무소속         | 2014      | 탈당           |
|           | 새정치연합     | 2014      | 창당준비위원회 |
|           | 새정치민주연합 | 2014~2015 | 창당           |
|           | 더불어민주당   | 2015~현재 | 당명 변경      |

## 같이 보기
- 제주시 을
- 제주시의 국회의원
- 제주특별자치도지사